# 42-й отдельный аэросанный батальон
42-й отдельный аэросанный батальон — воинская часть вооружённых сил СССР в Великой Отечественной войне. За время войны существовало два формирования батальона.

## 1-е формирование
Батальон формировался зимой 1942 года в Соликамске в составе трёх транспортных рот (НКЛ-16)
В составе действующей армии с 24 февраля 1942 по 25 апреля 1942 года. Транспортный батальон, на вооружении батальона состояли аэросани НКЛ—16.
В течение марта-апреля 1942 года, участвуя в Любанской операции в составе 59-й армии осуществляет подвоз боеприпасов и продовольствия, выполняет функции связного, вывозит раненых. В конце апреля 1942 с передовой снят и направлен в тыл.
В июле 1942 года расформирован.

### Подчинение
| Дата            | Фронт (округ)           | Армия      | Корпус | Дивизия | Бригада | Примечания |
| --------------- | ----------------------- | ---------- | ------ | ------- | ------- | ---------- |
| 01.03.1942 года | Волховский фронт        | 59-я армия | -      | -       | -       | -          |
| 01.04.1942 года | Волховский фронт        | 52-я армия | -      | -       | -       | -          |
| 01.05.1942 года | Резерв Ставки ВГК       | -          | -      | -       | -       | -          |
| 01.06.1942 года | Уральский военный округ | -          | -      | -       | -       | -          |

## 2-е формирование
Батальон сформирован вновь в октябре 1942 года в Соликамске на основании директивы №731087 заместителя ркома обороны генерал-полковника Щаденко Е.А..  Транспортный батальон, на вооружении батальона состояли аэросани НКЛ-16.
В составе действующей армии с 26 декабря 1942 по 10 апреля 1944 года.
В конце декабря 1942 года был переправлен в осаждённый Ленинград. В феврале 1943 года по льду Финского залива переброшен на Ораниенбаумский плацдарм, до того момента, пока не сошёл лёд, осуществляет транспортные функции между Ленинградом и плацдармом. Летом 1943 года находится в резерве Ленинградского фронта. В ноябре 1943 года передан во 2-ю ударную армию, которая начала разворачиваться на плацдарме и вновь обеспечивает доставку её грузов через залив, а затем обеспечивает транспортом армию во время Красносельско-Ропшинской операции.
В апреле 1944 года  расформирован.

### Подчинение
| Дата            | Фронт (округ)           | Армия                         | Корпус | Дивизия | Бригада | Примечания |
| --------------- | ----------------------- | ----------------------------- | ------ | ------- | ------- | ---------- |
| 01.11.1942 года | Уральский военный округ | -                             | -      | -       | -       | -          |
| 01.12.1942 года | Уральский военный округ | -                             | -      | -       | -       | -          |
| 01.01.1943 года | Ленинградский фронт     | -                             | -      | -       | -       | -          |
| 01.02.1943 года | Ленинградский фронт     | 67-я армия                    | -      | -       | -       | -          |
| 01.03.1943 года | Ленинградский фронт     | Приморская оперативная группа | -      | -       | -       | -          |
| 01.04.1943 года | Ленинградский фронт     | Приморская оперативная группа | -      | -       | -       | -          |
| 01.05.1943 года | Ленинградский фронт     | Приморская оперативная группа | -      | -       | -       | -          |
| 01.06.1943 года | Ленинградский фронт     | Приморская оперативная группа | -      | -       | -       | -          |
| 01.07.1943 года | Ленинградский фронт     | -                             | -      | -       | -       | -          |
| 01.08.1943 года | Ленинградский фронт     | -                             | -      | -       | -       | -          |
| 01.09.1943 года | Ленинградский фронт     | -                             | -      | -       | -       | -          |
| 01.10.1943 года | Ленинградский фронт     | -                             | -      | -       | -       | -          |
| 01.11.1943 года | Ленинградский фронт     | -                             | -      | -       | -       | -          |
| 01.12.1943 года | Ленинградский фронт     | 2-я ударная армия             | -      | -       | -       | -          |
| 01.01.1944 года | Ленинградский фронт     | 2-я ударная армия             | -      | -       | -       | -          |
| 01.02.1944 года | Ленинградский фронт     | 2-я ударная армия             | -      | -       | -       | -          |
| 01.03.1944 года | Ленинградский фронт     | -                             | -      | -       | -       | -          |
| 01.04.1944 года | Ленинградский фронт     | -                             | -      | -       | -       | -          |

## Состав
- В батальоне три аэросанные роты, в каждой по три взвода, в каждом из взводов по три машины.